# 弘前ガス
弘前ガス株式会社（ひろさきがす）とは青森県弘前市に本社を置き、同市内の一部をエリアとする一般都市ガス事業者。青森県都市ガス協会加盟6社のうちの1社である。

## 沿革
- 1956年 8月 - 設立
- 1957年 1月 - 石炭を原料とするガスの供給をはじめる
- 1972年10月 - 供給ガスの種類を5Aから6Cに変更
- 2008年 3月から9月にかけて供給ガスの種類を6Cから13Aに変更

## 供給地区
- 弘前市の一部[3]

## 提供番組
- 名探偵コナン（読売テレビ制作、青森放送テレビ）
※青森県都市ガス協会（弘前ガス・青森ガス・黒石ガス・五所川原ガス・十和田ガス・八戸ガス）の共同スポンサーとして（スポンサー表示は全国共通で「都市ガスの 日本ガス協会」）